# Neotropidion pulchellum
Neotropidion pulchellum là một loài bọ cánh cứng trong họ Cerambycidae.